# Æthelred, senyor de Mèrcia
Æthelred, senyor de Mèrcia, va ser el governant successor del darrer rei de Mèrcia, Ceolwulf II. El seu territori va quedar restringit a la part occidental del país a causa de les conquestes vikings, que es van apropiar de l'altra meitat. Es desconeixen els seus ancestres. Ell va ser probablement el mateix que en les cròniques gal·leses diuen que va comandar una invasió el 881; poc després es va sotmetre voluntàriament a Alfred de Wessex i es va iniciar el projecte de crear Anglaterra per lluitar conjuntament contra els vikings. A la seva mort el va succeir la seva esposa Æthelflæd, que era filla d'Alfred.

## Context històric
Mèrcia havia estat atacada pels vikings i l'any 877 es van apoderar de la part est del país, mentre que la resta estava governada per Ceolwulf II. Els vikings van continuar la seva expansió cap a Wessex, mentre que Ceolwulf es va proposar guanyar terreny prenent-lo als gal·lesos. Gairebé al mateix temps que Alfred de Wessex vencia els vikings a la batalla d'Edington (878), Ceolwulf derrotava Rhodri Mawr, rei de Gwynedd. A la mort de Ceolwulf el 879, Mèrcia va començar a caure sota l'hegemonia de Wessex.

## Identitat
Es desconeix l'ascendència d'Æthelred i sembla que no va ser un parent proper de Ceolwulf, però el seu nom suggereix una possible descendència dels primers reis de Mèrcia. També pot ser que tingués relació de parentiu amb el sogre del rei Alfred de Wessex, anomenat Æthelred Mucel, i amb el seu cunyat Æthelwulf, que sembla que va ser membre de la cort d'Æthelred en la dècada del 880. Æthelred podria ser la persona del mateix nom, la signatura del qual apareix en cartes de donacions de Ceolwulf de finals de la dècada del 860, però no està en les dues darreres que es conserven d'aquest rei. Examinant les llistes dels que signen com a testimonis en les actes de les reunions del consell (witan) d'Æthelred, es pot veure que va compartir bisbes i almenys dos comtes (ealdormen) amb Ceolwulf, però que la resta de nobles (thegns) havien desaparegut. Segons Ian Walker, Æthelred va ser probablement un comte del sud-oest de Mèrcia emparentat amb la casa reial, senyor del territori de l'antic regne de Hwicce, amb base a Gloucester. En canvi, Alex Woolf creu que probablement va ser el fill del rei Burgred de Mèrcia i d'Æthelswith, germana del rei Alfred de Wessex, però això implicaria que el matrimoni d'Æthelred va estar en contra dels cànons eclesiàstics, ja que les normes de l'Església d'aquell temps no permetien els casaments entre cosins de primer grau.

## Successió de Ceolwulf
No se sap en quin moment Æthelred va assumir la successió del rei Ceolred, però des del punt de vista de l'historiador Thomas Charles-Edwards, Æthelred és gairebé amb certesa el mateix "Edryd Long-Hair", esmentat en els annals gal·lesos com a comandant de les tropes de Mèrcia que van envair Gwynedd l'any 881 i que va ser derrotat pels fills de Rhodri Mawr a la batalla del Conwy. Aquesta derrota va forçar Æthelred a abandonar les ambicions d'augmentar el domini sobre el territori gal·lès, però va continuar sent governant dels regnes gal·lesos de Glywysing i Gwent. Segons el biògraf d'Alfred de Wessex, Asser, l'actitud tirànica d'Æthelred va forçar aquests reialmes a sotmetre's a la protecció d'Alfred. Vers el 883, Æthelred va acceptar també sotmetre's a Alfred. Charles-Edwards ha suggerit que, entre el 881–882 va provar de mantenir el seu domini sobre els regnes gal·lesos del sud-est, però Alfred va oferir protecció a Glywysing i Gwent, i que el 882–883 Æthelred finalment va acceptar que l'augment hegemònic de Wessex faria impossible que Mèrcia continués independent.

## Submissió a Alfred de Wessex
Quan Æthelred va fer una donacions a l'abadia de Berkeley l'any 883, ho va fer amb l'aprovació del rei Alfred, per tant, reconeixent-lo com a senyor seu. En endavant actuaria demanant el permís d'Alfred, encara que va emetre algunes actes sense fer referència a Alfred, com ara la que convocava una trobada a Risborough (Buckinghamshire) el 884, fet que demostra que la Mèrcia anglesa s'estenia més enllà del sud-est de Londres.
Després de la batalla d'Edington (878), Alfred va establir una xarxa de fortificacions entorn dels nuclis de població de Wessex (els burhs), per protegir el territori dels atacs vikings i quan Æthelred va acceptar unir-se al lideratge d'Alfred també es van emmurallar algunes poblacions de Mèrcia. Una d'aquestes poblacions va ser Worcester, muralles en les quals Æthelred i el bisbe hi van treballar aprofitant pedres de l'època romana. Durant les dues generacions següents Worcester va passar de ser només una seu bisbal a una ciutat amb població diversa habitada per gent de diferents gremis.

Dibuix de les muralles de Londinum

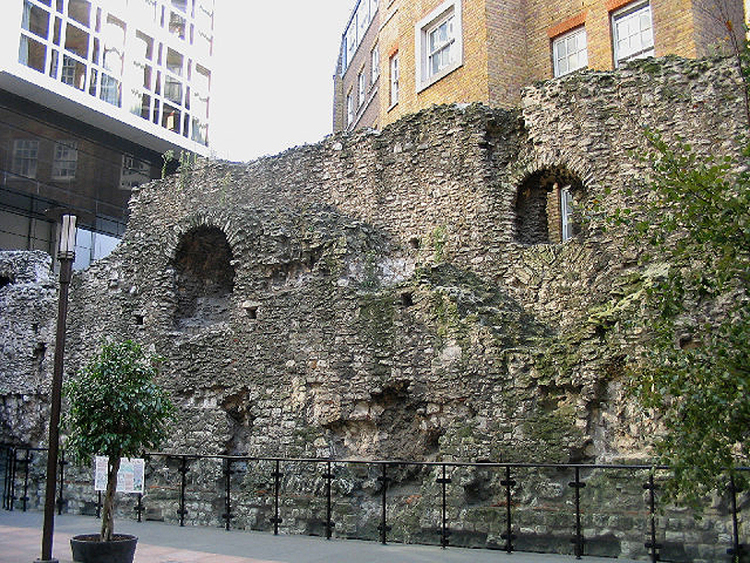
Tros de la muralla de Londres

Londres va ser durament atacada pels vikings, els quals se'n van apropiar. El 886 Alfred va fer fora els vikings i, segons Asser, va restaurar la ciutat, la va tornar a fer habitable i llavors va confiar el seu govern a Æthelred. Tanmateix, els historiadors moderns, discrepen sobre les circumstàncies. Segons creu Frank Stenton, Alfred va recuperar Londres emprant les armes contra els vikings i la va traspassar a Æthelred perquè prèviament havia estat una ciutat de Mèrcia. Marios Costambeys adopta un enfocament semblant i argumenta que la decisió d'Alfred va ser probablement deguda a no voler-se enemistar amb els ciutadans de Londres per la necessitat de mantenir tots els anglosaxons units davant l'amenaça comuna dels vikings. Alfred Smyth creu que el relat de la Crònica anglosaxona no és imparcial sinó que tendeix a afavorir Alfred i que Æthelred es va quedar amb el govern de Londres perquè va tenir una actuació més decisiva que Alfred en la lluita per la recuperació de la ciutat de mans dels vikings. En algunes versions de la crònica es diu que Alfred va assetjar Londres el 883 i Simon Keynes creu que Alfred probablement va prendre Londres aquell any i que el 886 és la data de quan es van refer les muralles i es va tornar a habitar amb èxit després d'un altre atac viking el 885.
La Londres anglosaxona, anomenada Lundenwic, estava a una milla de la romana Londinium, però Lundenwic no tenia defenses i, per tornar-la a fer habitable la població es va traslladar a l'interior de les muralles romanes, concretament en una àrea propera al riu Tàmesi, actualment anomenada Queenhithe, però que en aquell temps es va dir Æthelred's Hythe. El 889 Æthelred i Alfred van fer donacions de terres aquí al bisbe de Worcester, i el 899 van fer una donació al bisbe de Canterbury. Ambdós bisbes eren mercis i aliats d'Alfred, el qual es va quedar amb els drets de peatge dels que anaven als mercats situats al llarg del riu.

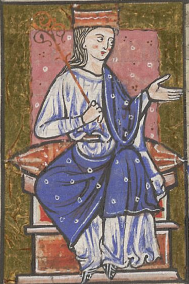
Æthelflæd, esposa d'Æthelred

Després de restaurar la ciutat, Alfred va rebre la submissió de "tots els anglesos que no estaven subjectes als danesos", i l'aliança entre Wessex i Mèrcia va quedar enfortida amb el matrimoni d'Æthelred amb la filla gran d'Alfred, Æthelflæd. En un document del 887 consta el nom d'Æthelflæd com a esposa d'Æthelred, però Keynes creu que el matrimoni es va fer dos o tres anys abans i Maggie Bailey el data entre el 882 i el 887, probablement per celebrar l'ocupació de Londres el 886. Æthelred era segurament més gran que la seva esposa. Van tenir una filla anomenada Ælfwynn i, segons Guillem de Malmesbury, va ser l'única filla o fill que van tenir. En el testament del rei Alfred, escrit en la dècada del 880, deixava a Æthelred una espasa valorada en 100 mancusos.
El 892, dos exèrcits vikings van atacar l'est d'Anglaterra i Æthelred va participar en la defensa. Després de derrotar un cap dels vikings anomenat Hastein, Alfred va apadrinar un dels dos fills d'aquest i Æthelred l'altre. Poc després els anglesos van capturar l'esposa de Hastein però ella no va voler recuperar els fills perquè els havien apadrinat els anglesos. El 893, Æthelred va conduir tropes des de Londres per unir-se a les del fill d'Alfred, Eduard i anar junts contra els vikings de Thorney (Buckinghamshire), però els vikings van veure que els anglesos eren massa superiors i van marxar d'aquesta zona per evitar enfrontar-se directament. Avançat l'any, un exèrcit viking més gran va anar cap a Essex travessant Mèrcia per la frontera gal·lesa. Els va seguir Æthelred, que liderava un exèrcit combinat de mercis i saxons. Els reis gal·lesos es van unir a Æthelred per enfrontar-se als vikings en la batalla de Buttington, que segons Smyth va ser una victòria decisiva, encara que Marios Costambeys creu que no ho va ser tant, ja que molts vikings van poder escapar cap a Essex. L'exèrcit viking finalment es va dispersar l'any 896. Durant força temps Alfred va estar a l'oest defensant Devonshire, i va tenir poca implicació amb les victòries dels anglesos del 893–896: el seu fill, Eduard, i el comte Æthelred, en van ser els protagonistes.
A finals del segle ix van haver tres senyors al servei d'Æthelred que governaven Mèrcia. L'oncle d'Æthelflæd, anomenat Æthelwulf, controlava la zona oest potser també el centre, mentre que el sud i l'est els governava Æthelfrith, pare d'Æthelstan. Alhhelm era responsable de les terres frontereres amb el Danelaw. Æthelwulf i Alhhelm ja no s'esmenten en les cròniques després de començat el segle x, Æthelfrith potser va esdevenir el principal lloctinent d'Æthelflæd quan poc després Æthelred es va posar malalt. Keynes creu que Æthelfrith era un senyor d'origen saxó, probablement nomenat per Alfred.

## Relació amb l'Església
Les cartes de donacions són prova que Æthelred i Æthelflæd van patrocinar comunitats de religiosos. El 883 van alliberar l'abadia de Berkeley de pagar taxes al rei i el 887 van confirmar la possessió de terres i l'enviament de mà d'obra al monestir de Pyrton (Oxfordshire). El 901 van donar terres a l'abadia de Much Wenlock, i van regalar un calze d'or valorat en trenta mancusos per fer honor a l'antiga abadessa, santa Mildburh. El 903 van acordar establir un monestir en una antiga propietat de l'Església, que els bisbes de Worcester volien recuperar des de la dècada del 840, i de la qual el bisbe Wærferth va escriure: "no ho vam poder aconseguir fins que Æthelred va ser senyor de Mèrcia".

## Darrers anys

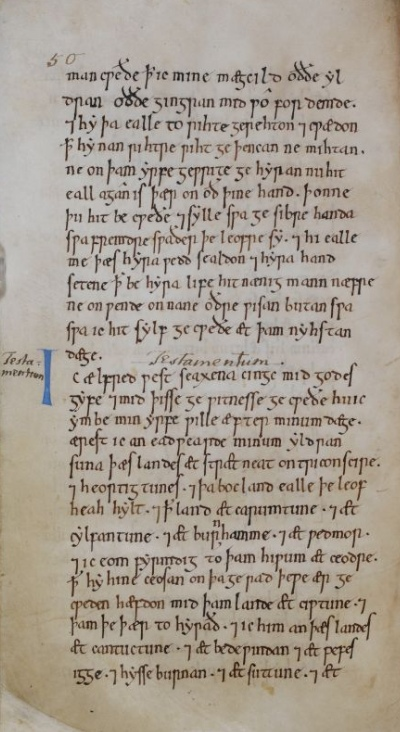
Pàgina del testament d'Alfred el Gran, en què esmenta el seu gendre Æthelred.

Alguns historiadors creuen que en una data desconeguda, entre el 899 i el 909, la salud d'Æthelred va fallar i que la seva esposa Æthelflæd va esdevenir la governant efectiva de Mèrcia. Cyril Hart i Maggie Bailey pensen que això va passar l'any 902. Bailey cita documents oficials de Mèrcia que des de l'any 902 mostren Æthelflæd actuant sola o juntament amb Eduard en operacions militars. Uns annals d'Irlanda anomenats Tres Fragments també suggereixen que Æthelred estava incapacitat per portar el govern des de l'any 902, tot i que va assistir a una reunió amb el rei Eduard, Æthelflæd i Ælfwynn l'any 903. El 1998 Keynes va suggerir que Æthelred potser va estar incapacitat a causa d'una malaltia en els últims anys de la seva vida, però el 2014 Keynes, fent revisió de les seves publicacions, ja no va esmentar això i només va constatar que Æthelred i Æthelflæd van cooperar amb el rei Eduard en campanyes contra els vikings. Martin Ryan tampoc esmenta cap problema de salut abans de la mort d'Æthelred, i només diu que en els darrers anys de la seva vida encoratjava els nobles a adquirir finques en territoris vikings. Segons Michael Livingston, Æthelred va estar col·laborant en les campanyes militars que Eduard va fer a Northúmbria l'any 909 i potser va morir a causa de ferides que es va fer en la batalla de Tettenhall el 910.
Segons Guillem de Malmesbury, el fill gran d'Eduard, el futur rei Etelstan, el seu pare el va enviar a viure a la cort de Mèrcia, amb Æthelred i Æthelflæd, quan aquest es va casar per segona vegada vers l'any 900. Només hi ha un document que avala aquesta afirmació, que data del 1304 i que es conserva als arxius de York. En aquest document es diu que el 925 Æthelstan feia concessió de privilegis al priorat de St Oswald, situat a Gloucester "segons un pacte de pietat paterna que anteriorment ell havia acordat amb Æthelred, comte de Mèrcia". Quan el rei Eduard va morir el 924, Æthelstan inicialment es va oposar a la cort de Wessex, però finalment va acceptar el successor com a rei.
A la mort d'Æthelred, l'any 911, Æthelflæd va governar amb el títol de senyora de Mèrcia, però no va heretar els territoris de Londres ni d'Oxford, que havien passat a Eduard. Æthelflæd va morir el 918, i la filla d'ambdós, Ælfwynn, va governar breument Mèrcia fins que va ser deposada per Eduard el Vell, que va governar aquest territori directament.

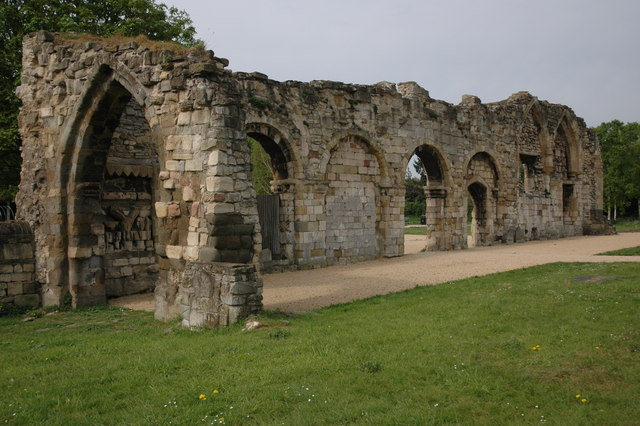
Ruïnes del priorat de St Oswald.

Gloucester sembla que va ser la seu principal de la cort d'Æthelred i Æthelflæd. Allà hi van fundar un nou monestir dedicat a sant Pere, abans de l'any 900. El 909 un exercit de Wessex i Mèrcia va atacar territori del Danelaw i van prendre els ossos del rei i màrtir Osvald de Northúmbria del monestir de Bardney (Lincolnshire), els quals van traslladar a la nova abadia de Gloucester, que des de llavors es va dir priorat de Sant Oswald. Tant Æthelred com Æthelflæd van ser enterrats també allà. L'historiador Martin Ryan creu que la intenció era crear un mausoleu reial que substituís el de Repton, que havia estat destruït pels vikings.

## L'estatus d'Æthelred
Els historiadors fan servir diversos títols quan escriuen sobre Æthelred, com si el seu estatus no estigués clar: de vegades ealdorman (comte), de vegades Lord (senyor) i també subregulus (subrei). En les monedes encunyades a Mèrcia durant l'època de Ceolred aquest tenia el tractament de rei, però les encunyades en l'època d'Æthelred porten el nom del rei de Wessex; això no obstant, Æthelred va signar alguns documents amb autoritat reial. En les fonts documentals de Wessex es refereixen a ell com a ealdorman, posant èmfasi a la seva subordinació a la monarquia de Wessex; mentre que en els document de Mèrcia es refereixen a ell com a Lord i en les fonts gal·leses de vegades com a rei de Mèrcia. A finals del segle x, el cronista Æthelweard, el va esmentar en la secció de l'any 893, com a rei de Mèrcia, però en la secció del 911 quan escriu sobre la seva mort fa servir el títol de Lord de Mèrcia.
La influència del rei Eduard sobre Mèrcia tampoc està clara i és possible que tingués menys poder que el seu pare. Els documents d'Eduard mostren que Æthelred i Æthelflæd acceptaven la seva autoritat reial, però en els documents fets pels mercis no fan referència a cap senyor per damunt d'ells i en alguns es poden llegir experessions com: "mantenint, governant i defensant l'únic govern de Mèrcia", la qual cosa és molt aproximada a descriure's com a autarques.